# Nagaon (distrikt)
Nagaon är ett distrikt i Indien.   Det ligger i delstaten Assam, i den östra delen av landet, 1 500 km öster om huvudstaden New Delhi. Antalet invånare är 2 823 768. Arean är 3 831 kvadratkilometer. Nagaon gränsar till Sonitpur och Kārbi Ānglong.
Terrängen i Nagaon är kuperad åt sydost, men åt nordväst är den platt.
Följande samhällen finns i Nagaon:
- Hojāi
- Lumding Railway Colony
- Dhing
- Nām Dabakā
- Rahā